# Ajdovščina
Ajdovščina este un oraș din comuna Ajdovščina, Slovenia, cu o populație de 6.373 de locuitori.